# Kingkitsarat
Kingkitsarat (auch King Kitsarath oder Kingkitsalat geschrieben, voller Thronname Somdet Brhat Chao Brhat Kinkidsaraja Sri Sadhana Kanayudha; * im 17. Jahrhundert in Luang Phrabang; † 1713 ebenda) war zwischen 1706/1707 bis zu seinem Tod der erste König des Königreichs Luang Phrabang.

## Leben
Kingkitsarat war der älteste Sohn des Prinzen (Chao Raja) Yudha (Prinz Indra Brahma) und dessen Frau, Prinzessin Chandra Kumari. Er wurde im Palast ausgebildet und floh mit seiner Mutter im Jahr 1700 nach Mueang Phong in Sipsong Panna. An der Spitze einer Armee kehrte er 1705 nach Luang Phrabang zurück und vertrieb den Vizekönig (Maha Uparat) von Sai Setthathirat II., der selbst in Vientiane residierte. Kingkitsarat übernahm die nördlichen Provinzen, erklärte Luang Phrabang zu seiner Hauptstadt und ließ sich zum König ausrufen, als der er 1706 unter dem Namen Somdet Brhat Chao Brhat Kinkisaraja Sri Sadhana Kanayudha gekrönt wurde.
Da es Kingkitsarat nicht möglich war, das ganze Lan Xang zu erobern, akzeptierte er den Einigungsvorschlag des Königs von Siam, Phrachao Suea (reg. 1703 bis 1709), der eine Teilung des Reiches in die Reiche Luang Phrabang und Vientiane vorsah.
Kingkitsarat starb 1713 in Luang Phrabang und hinterließ einen Sohn und zwei Töchter.
1. Prinz (Chao Fa) Akkaraja (Akkarath)

1. Prinzessin (Chao Fa Nying) Dhanasvuni (Taen So)
2. Prinzessin (Chao Fa Nying) Dhanakama (Taen Kham)